# Grote of Sint-Nicolaaskerk (Oosthuizen)
De kerk van Oosthuizen (ook bekend als de Grote of Sint-Nicolaaskerk) is een laatgotische kruiskerk gelegen aan de Raadhuisstraat 61 in het Noord-Hollandse dorp Oosthuizen. In de kerk bevinden zich 12 rouwborden of rouwkassen ter herinnering aan François van Bredehoff en zijn familieleden. Voor Van Bredehoff is er ook een praalgraf in de kerk gebouwd. De kerk heeft een bescheiden vieringtoren.

## Geschiedenis
Voordat de huidige kerk bestond was er een voorganger die, in 1476 op bevel van Jonkvrouw Maria van Sevenbergen van de Heerlijkheid Oosthuizen, vervangen werd door de huidige kerk. In 1511 werd de bouw van de eerste delen van de kerk afgerond: het vijfzijdig gesloten koor en het transept. Het schip volgde in 1518.
In 1511 werd in de toren een klok geplaatst die gegoten is door Gerhardus van Wou. Deze toren, een zogenaamde dakruiter, is een kruisingstoren. Het is de oudste toren van dat soort in Nederland. Rond 1575 kwam de oorspronkelijk rooms-katholieke kerk in handen van de gereformeerden, zij hebben het ex- en interieur versoberd overeenkomstig hun opvattingen over religie. Dat hield ook in dat men het altaar verwijderde. Het orgel werd buiten dienst gesteld, maar niet verwijderd.

Op de westgevel is in de achttiende eeuw een zonnewijzer geplaatst, vermoedelijk gemaakt door Jacob Oostwoud (1714-1784). Deze wijzer geeft het hele jaar aan hoe laat de zon in Oosthuizen onder zal gaan. Omdat op de horizonlijn de zonsondergang aangegeven is behoeft hiervoor de zon niet te schijnen. De Latijnse tekst op de zonnewijzer: Fugit Hora, betekent De tijd vliegt. Oorspronkelijk waren op de plek van de wijzer vensters. Deze zijn dichtgemetseld, maar achter het orgel valt nog op te zien dat daar ooit ramen zaten. Aan de buitenkant is dit gevelgedeelte volledig opnieuw opgemetseld.
In de periode 1920-1964 is de kerk in fases gerestaureerd. Een van de meest ingrijpende wijzigingen was de verwijdering van een scheidingswand die na de reformatie geïnstalleerd was. Door de verwijdering staat het klankbord van de kansel nu wankel. Ook is het protestantse karakter van het interieur hierdoor minder prominent.

## Locatie
De kerk is gebouwd in wat ooit het centrum van het dorp was. Het West(einde) en het Oost(einde) waren toen twee langere straten langs verkavelingsloten. Deze sloten en kavels liepen veel verder door dan tegenwoordig. Dit komt doordat de Beemster flinke stukken veengrond ten noordwesten van het huidige Oosthuizen, tijdens stormen heeft weggeslagen en doordat deze veengronden door inklinking lager zijn komen te liggen dan het water uit het meer. Het oude Oosthuizen lag vermoedelijk op deze weggeslagen en ondergelopen grond en werd in de loop der jaren verplaatst naar hoger gelegen grond achter de dijken. De straat West, direct ten westen van de kerk, is hier nog een voorbeeld van, dit is een oude veendijk. Deze dijken lagen rondom het meer, maar wel met wat buitendijks land tussen het meer en de daadwerkelijke dijk.
In de loop der tijden is het dorp dus verschoven. Ook het (handels)centrum van het dorp verschoof, waardoor de kerk uiteindelijk buiten het daadwerkelijke dorpscentrum is komen te liggen.

## Interieur
De kerk stamt uit de laatgotiek, echter, door de wijzigingen na de reformatie is hier aan de binnenzijde niets meer van te zien. De gewelven en muren zijn volledig gewit en een aantal vensters zijn dichtgemetseld. Het koorhek stamt uit de renaissance, de preekstoel is uit 1664 en daarmee uit de barok. Het grafmonument voor François van Bredehoff stamt eveneens uit de barok. Het monument neemt een vrij prominente plek in het zuidwestelijke transept in.
De preekstoel dateert van de 17e eeuw. Het is niet bekend of er een voorganger is geweest. Het gestoelte staat in het midden van het koorhek, op een voor Noord-Hollandse kerken ongebruikelijk centrale plaats. In andere Noord-Hollandse kruiskerken staan de preekstoelen in een van de hoeken van de kruising.

### Schalkbeelden
In de kruising zijn vier houten figuurtjes, zogenaamde schalkbeelden, afkomstig uit de in 1875 afgebroken kerk van Nieuwe Niedorp geplaatst. Deze figuurtjes stammen uit de gotiek. Ze stellen twee vrouwen en twee mannen voor. De vrouwen hebben de namen Ipke en Geelstipke. De mannen zouden Boekmeijer en Abbegeerte heten. Zij zouden de stichters van de kerk in Nieuwe Niedorp zijn geweest.
Schalkbeelden fungeren in de kerkelijke bouwkunst als overgangselement tussen de schalken, een bepaalt type zuil, en de ribben van een houten gewelf. De huidige beeldjes zijn in 1960 geplaatst op plekken waar zich in vroeger tijden al dergelijke beelden hebben bevonden.

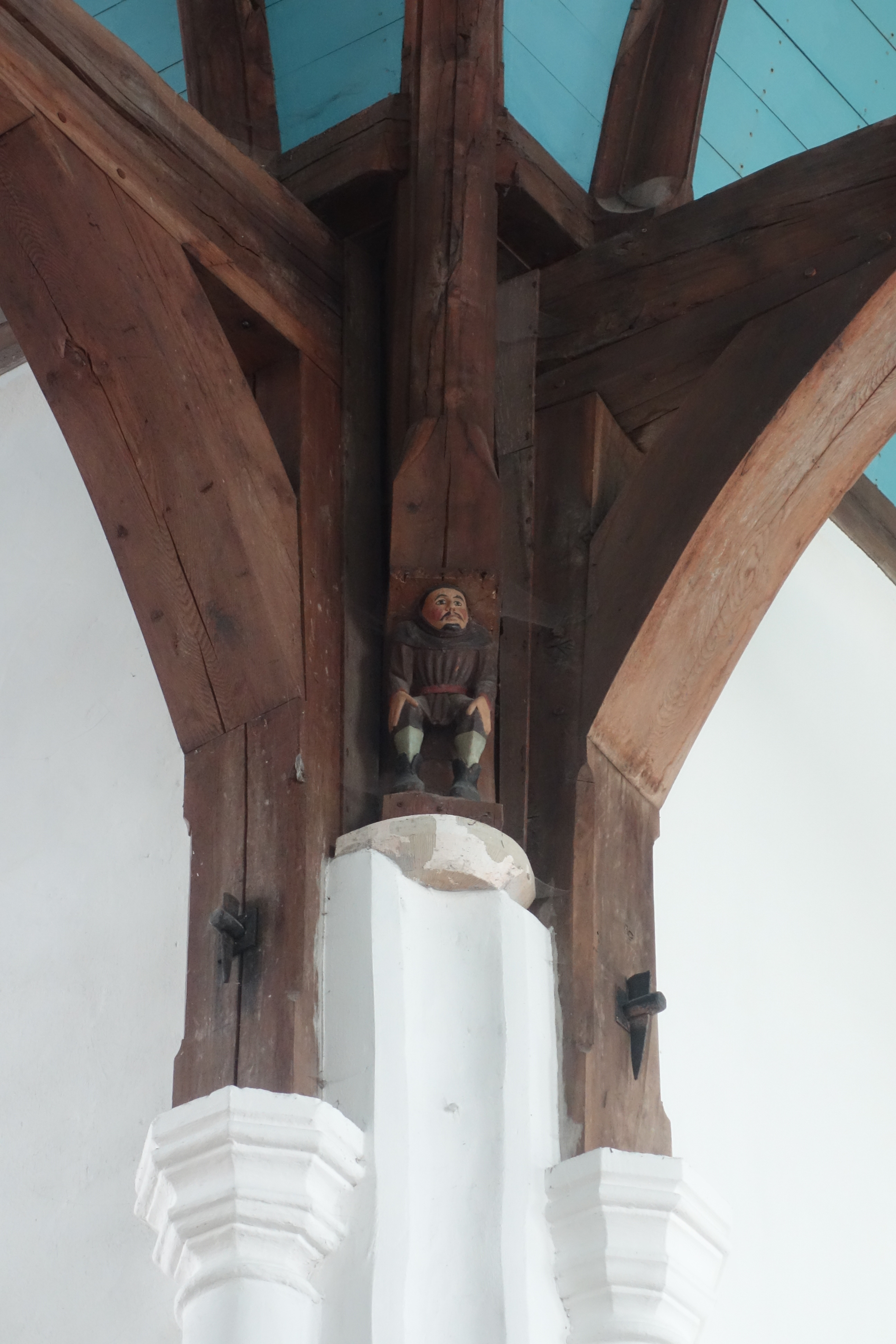
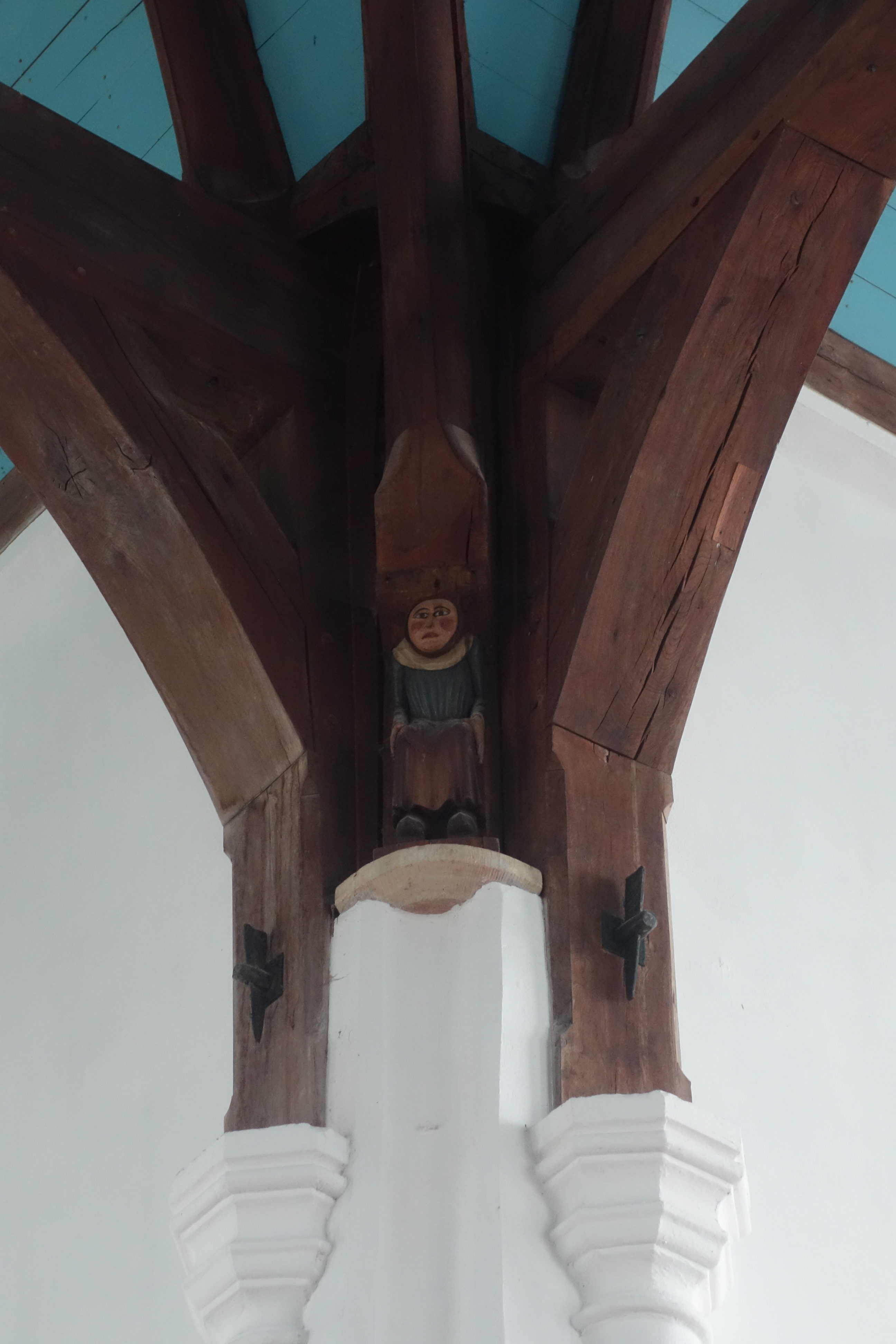
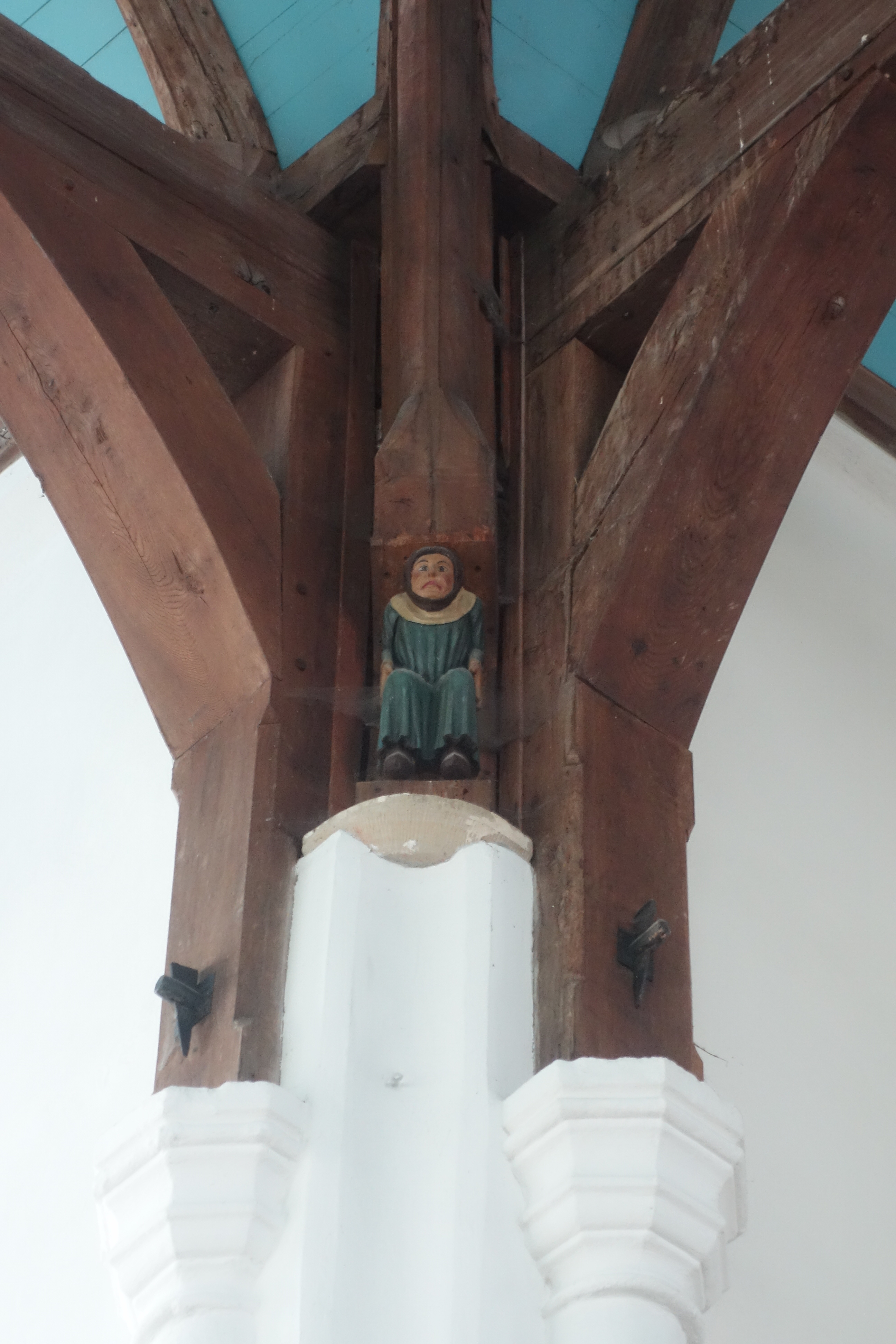
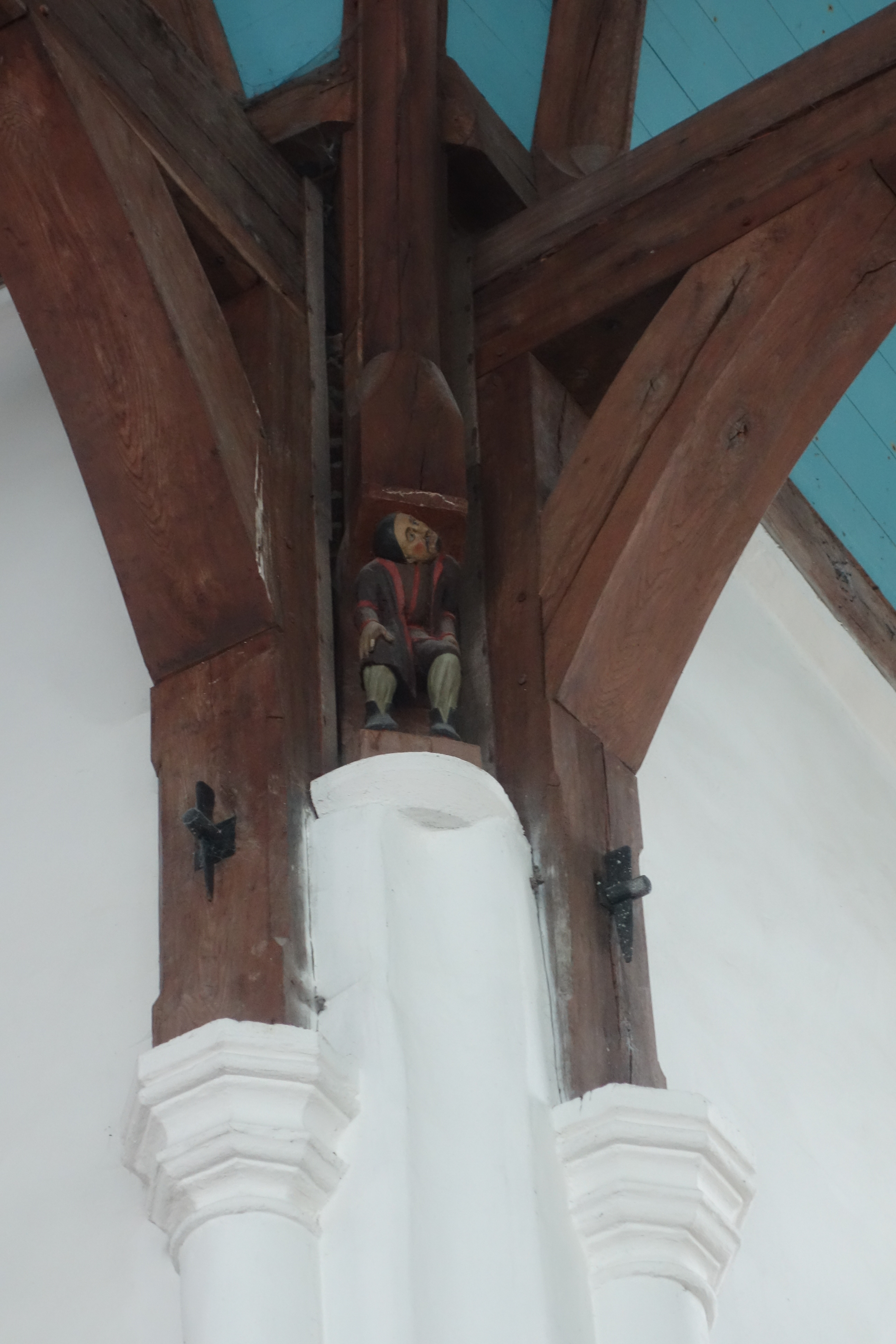

### Orgel
Wanneer het orgel is gebouwd is onbekend. Delen van het instrument zijn zeer waarschijnlijk ouder dan de kerk. Hiermee is het een van de oudste bespeelbare orgels van Nederland. De wijze waarop het gebouwd is wijst op een stijl uit het begin van de 16e eeuw, de bouwer zou mogelijk P. Gerritz zijn, al wordt ook beweerd dat het Jan van Covelens zou zijn. In ieder geval is zeker dat halverwege de 17e eeuw Pieter Backer het orgel verbouwd heeft. Hij heeft de gotische orgelkas voorzien van barokke torens. Hierna is het orgel meermalen gerestaureerd, rond 1830 nog door de orgelmaker A.F. Sommer. De orgelgalerij stamt uit 1871.
Na de voltooiing van de werkzaamheden aan het kerkgebouw heeft D.A. Flentrop een  restauratie van het orgel uitgevoerd. Bij deze restauratie is onder meer de magazijnbalg die eerder door Knipscheer was geplaatst, vervangen en werd het instrument opnieuw gestemd. In 2003 is het orgel opnieuw onder handen genomen en ditmaal werd er ook historisch onderzoek gedaan. Tot dan toe werd aangenomen dat het orgel uit 1521 stamde, de archieven van de kerk onderbouwen deze veronderstelling echter niet. Wel is zeker dat er in de zestiende eeuw een orgel aanwezig was in de kerk.
Ondanks alle verbouwingen en restauraties heeft het orgel zijn 16e-eeuwse klank behouden. Het instrument is, als een van de weinige orgels in Nederland, gestemd in een middentoonstemming. Hierdoor is het repertoire van bespeelbare muziek beperkt tot muziek die gecomponeerd is voor 1650. Het orgel heeft slechts een klavier en zeven registers. De registers moeten ingeschoven worden, in plaats van uitgetrokken.
De balustrade die voor het orgel langs loopt bevat een trompe-l'oeil: de balustrade lijkt namelijk in te zwenken naar het orgel, terwijl dit niet zo is.

### Praalgraf

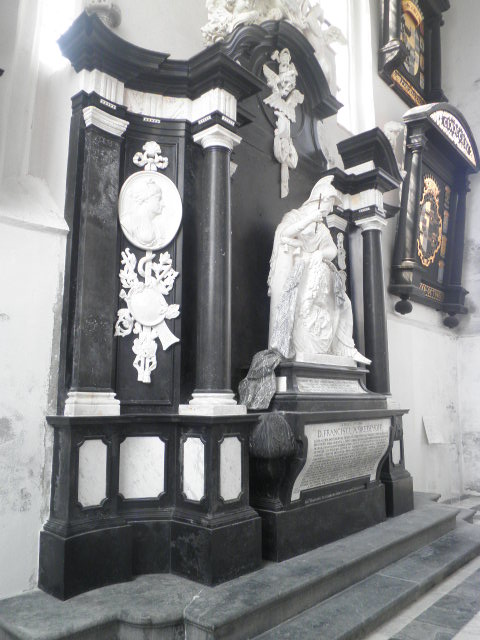
Het praalgraf van opzij bezien.

Het grafmonument voor François van Bredehoff is in 1722 ontworpen door Jan Pieter van Baurscheidt de Jonge, een jaar later is het gebouwd door zijn vader: Jan Pieter van Baurscheidt de Oudere. Een gelijkend monument voor Petrus Ferdinandus Roose staat in de Kathedraal van Sint-Michiel en Sint-Goedele. Op het deksel van de sarcofaag in Oosthuizen staat een uit wit marmer gehouwen beeld van Minerva, zij houdt een medaillon vast met daarop de beeltenis van François van Bredehoff.
Het praalgraf is begin deze eeuw geheel gedemonteerd en gerestaureerd. Dat was onder meer nodig  vanwege ernstige aantasting van het marmer door zouten afkomstig uit de bakstenen buitenmuur waartegen het geplaatst is. Door condensvorming tussen het marmer en de buitenmuur konden zoutkristallen uit de bakstenen naar het marmer komen. Het zout kon in het marmer uitkristalliseren, bij dit proces raakte het marmer beschadigd. Bij de restauratie is gebruikgemaakt van de expertise van een geoloog. Na het aanbrengen van isolatie is zouttransport door condensvorming niet meer mogelijk.
Omdat het monument voor een raam gebouwd is werd besloten de muur onder het raam te verhogen  waarna het monument, na restauratie en ontzouting, op originele hoogte opnieuw is  opgebouwd.

### Rouwborden
In de kerk van Oosthuizen bevinden zich twaalf rouwborden of rouwkassen. Elf borden zijn ter nagedachtenis aan naasten van François van Bredehoff, het twaalfde bord betreft hemzelf. De  borden dateren uit de periode 1685-1785. Twee ervan hebben afwijkende vormen en versieringen en een aantal borden heeft afwijkende Romeinse cijfers. Er zijn niet veel rouwborden bekend waarop het jaartal van overlijden op deze manier vermeld wordt. Alle borden vermelden bovenaan het jaar waarin de persoon is overleden en onderaan staat Obiit, Latijn voor overleden, met de maand en dag van sterven.

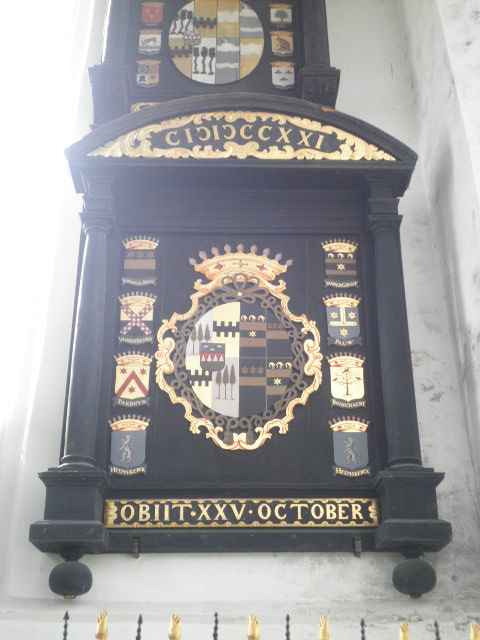
Rouwbord van François van Bredehoff
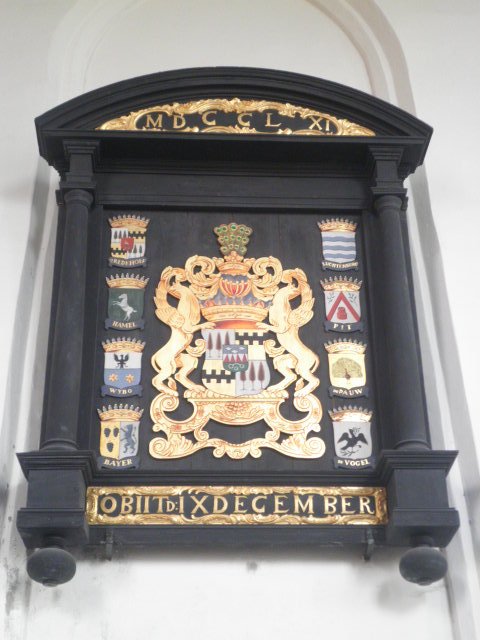
Rouwbord van François van Bredehoff junior
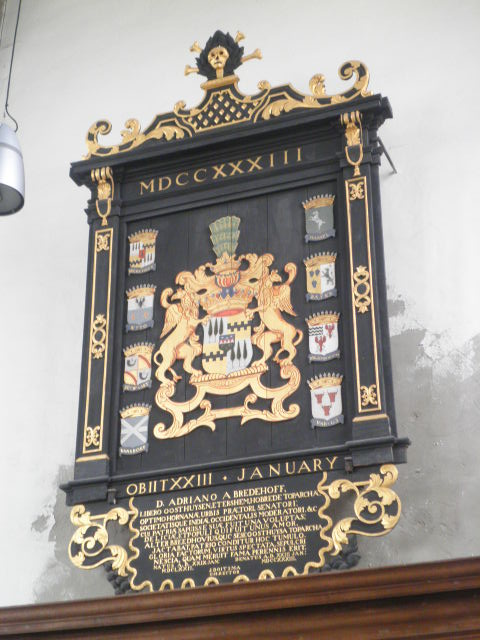
Rouwbord van Adrianus van Bredehoff
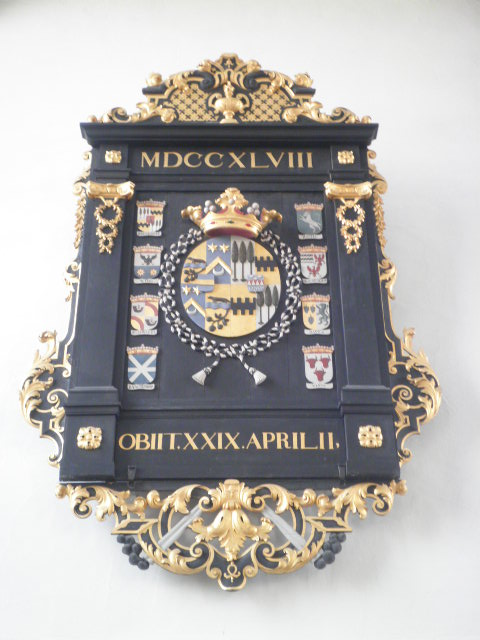
Rouwbord van een familielid van F. Van Bredehoff.

### Sarcofaag

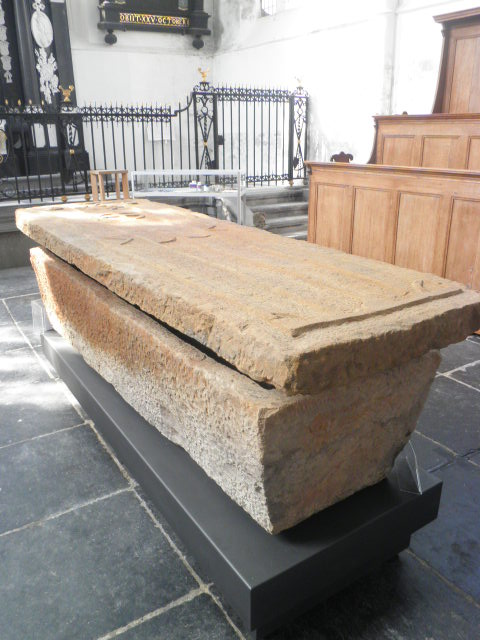
De in drie delen gevonden sarcofaag van Etersheim.

Voor het praalgraf van François van Bredehoff stond tussen 2011 en 2013 een bijna 1000 jaar oude zandstenen sarcofaag. De kist is op 14 augustus 2009 ter hoogte van het in de 17e eeuw verdronken dorp Etersheim uit het Markermeer gehaald omdat men bang was dat hij gestolen zou worden, of dat door erosie het zich er in bevindende materiaal verloren zou gaan.
Het lichten gebeurde in overleg met de Rijksdienst voor het Cultureel Erfgoed en de provincie Noord-Holland. Op de plek van het in de Zuiderzee verdwenen dorp worden vaker archeologische vondsten gedaan, onder andere aardewerk, bouwmateriaal en menselijke resten zijn er in de bodem aangetroffen.
De restauratie van de sarcofaag heeft twee jaar geduurd. Hoewel de doodskist beschadigd was, is deze wel compleet. Het gebroken deksel is door middel van metalen pinnen weer tot een geheel gemaakt. Nadat de kist tentoongesteld is, werd zij overgebracht naar het Huis van Hilde in Castricum.